# 2015年4月4日月食
| 月全食 2015年4月4日                    | 月全食 2015年4月4日 |
| -------------------------------------- | ------------------- |
| 美国洛杉磯的月全食，時間為11:59:39 UTC |                     |
| 月亮从右到左通过地球的影子             |                     |
| 伽馬值                                 | 0.4460              |
| 持续时间(时:分:秒)                     |                     |
| 月全食                                 | 0:04:43             |
| 月偏食                                 | 3:29:01             |
| 半影月食                               | 5:57:31             |
| 触点(UTC)                              |                     |
| 半影食始                               | 9:01:27             |
| 偏食始                                 | 10:15:45            |
| 全食始                                 | 11:57:54            |
| 食甚                                   | 12:00:14            |
| 全食終                                 | 12:02:37            |
| 偏食終                                 | 13:44:46            |
| 半影食終                               | 14:58:58            |

这次月全食发生在2015年4月4日，这是在2015年的两个月全食的第一个，并且是在四重食周期（系列共有四个月食）中的第三个月食。在四重食周期其他的月食是2014年4月15日，2014年10月8日和2015年9月28日。
月球通过地球影子中心的北方。其结果是，月球的南部比北部明显较暗。它发生在月球轨道的上升阶段，是月球月食沙罗周期132的一部分。
這次月全食只維持4分43秒，較其他的月全食為短，這是21世紀最短的月全食。

## 月全食爭議
今次月食是月全食還是月偏食出現爭議。美國《天空與望遠鏡雜誌》（Sky and Telescope）4月3日網上新聞及香港天文學會《香港天文》手機應用程式在月食翌日（4月5日），綜合觀測者對此次月全食的跟進新聞報導。日本天文雜誌《AstroArts》的讀者在4月4日拍攝月食時的地影照片，顯示今次地影並未完全遮掩月球。美國《天空及望遠鏡雜誌》收集來自美國、加拿大、新西蘭、澳洲及遠東的觀測報告，在4月6日報導，他們基本上所收到目視觀測者的報告都相當吻合，指今次月食並非全食。反而不同的攝影者，因為拍攝時採用的拍攝手法，曝光，對比度，動態範圍等等的調較，令照片的變化遠遠大於不同人的眼睛用望遠鏡觀測。

## 背景
当月球经过地球的本影（影子）内时，就会发生月食。

在刚刚月食之前，期间和之后月球出现的仿真

下面的仿真显示月球穿过地球的影子的近似外观。

## 可見地區
这次月全食在北美洲、太平洋地区可以被观察到，包括澳大利亚和新西兰，以及亞洲東部。

## 月食圖集
| 印尼峇里島的過程 |                      |
| 臺灣，合成圖     | 美國福斯天文台的過程 |
| 美國墨爾本的過程 | 美國聖路易斯的過程   |

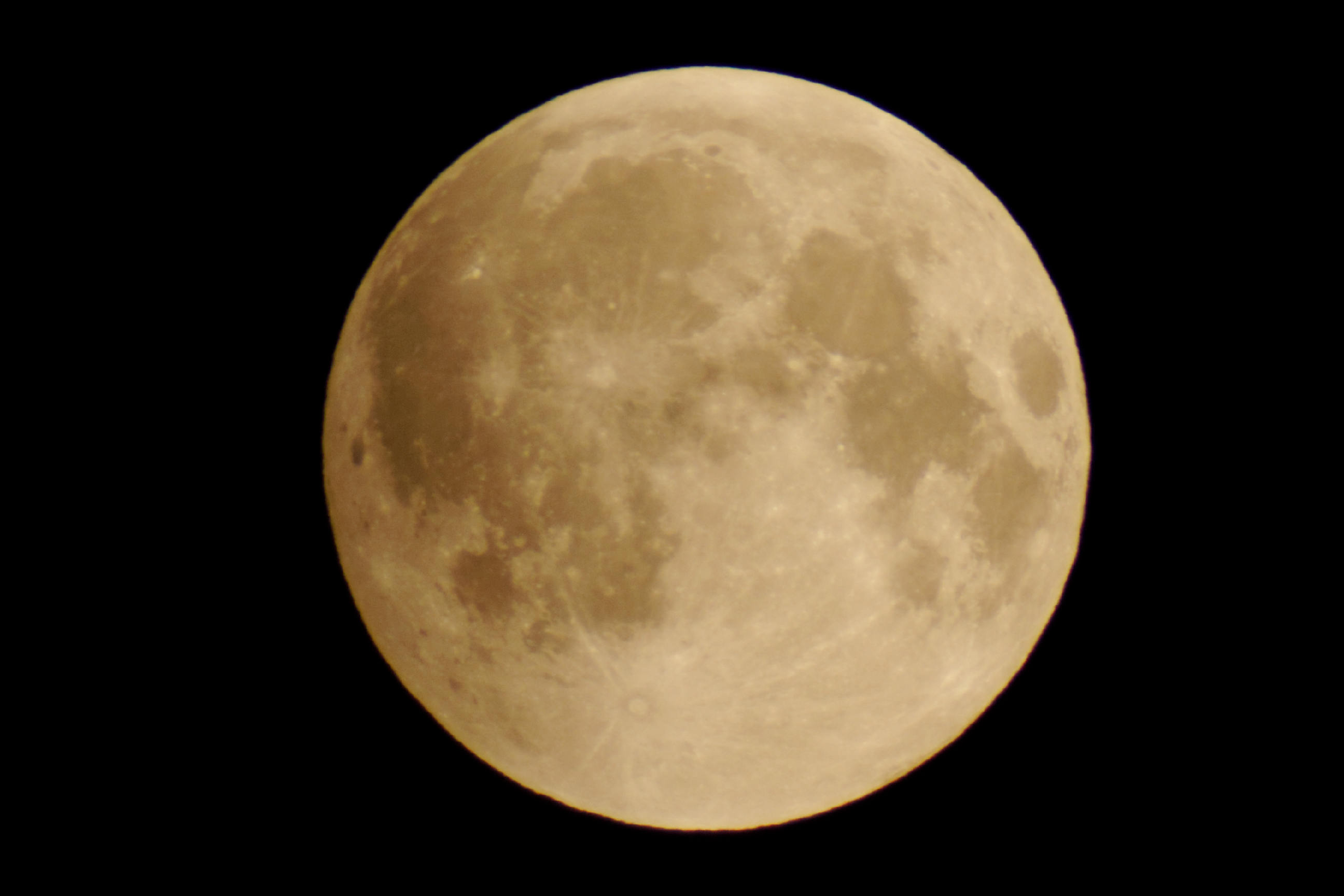
加拿大多伦多，9:54 UTC
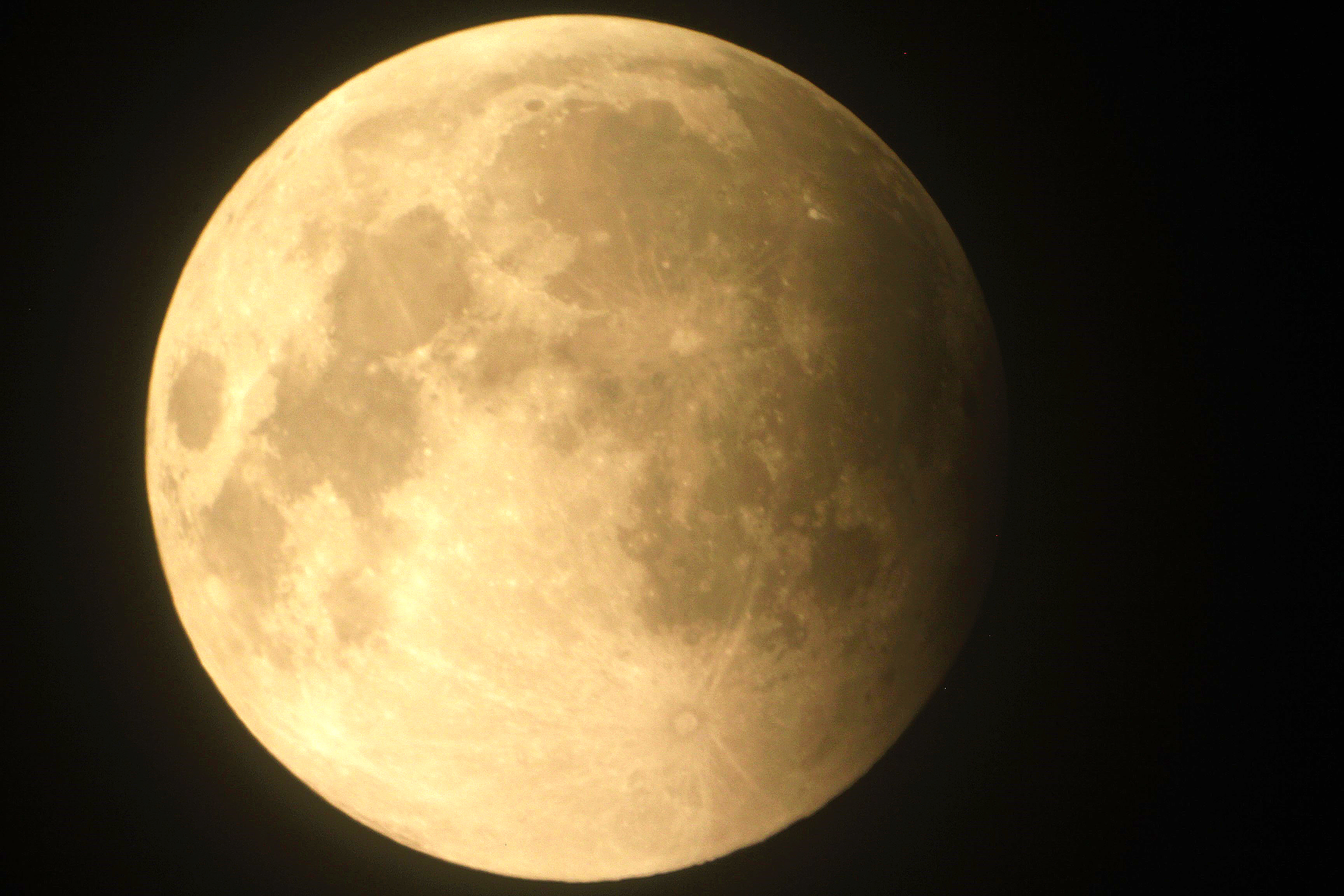
新西蘭奧克蘭，9:54 UTC
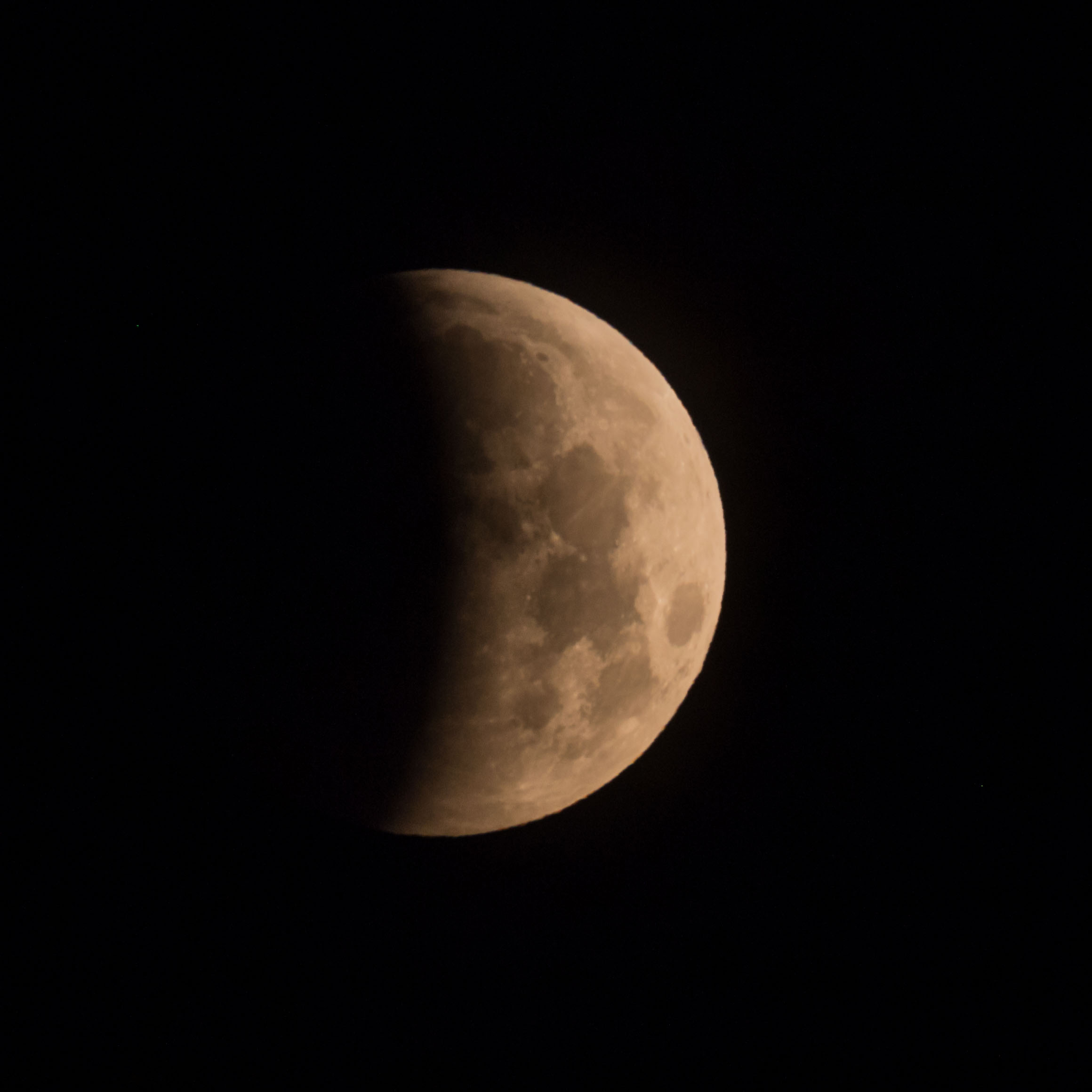
美國梅肯，10:54 UTC
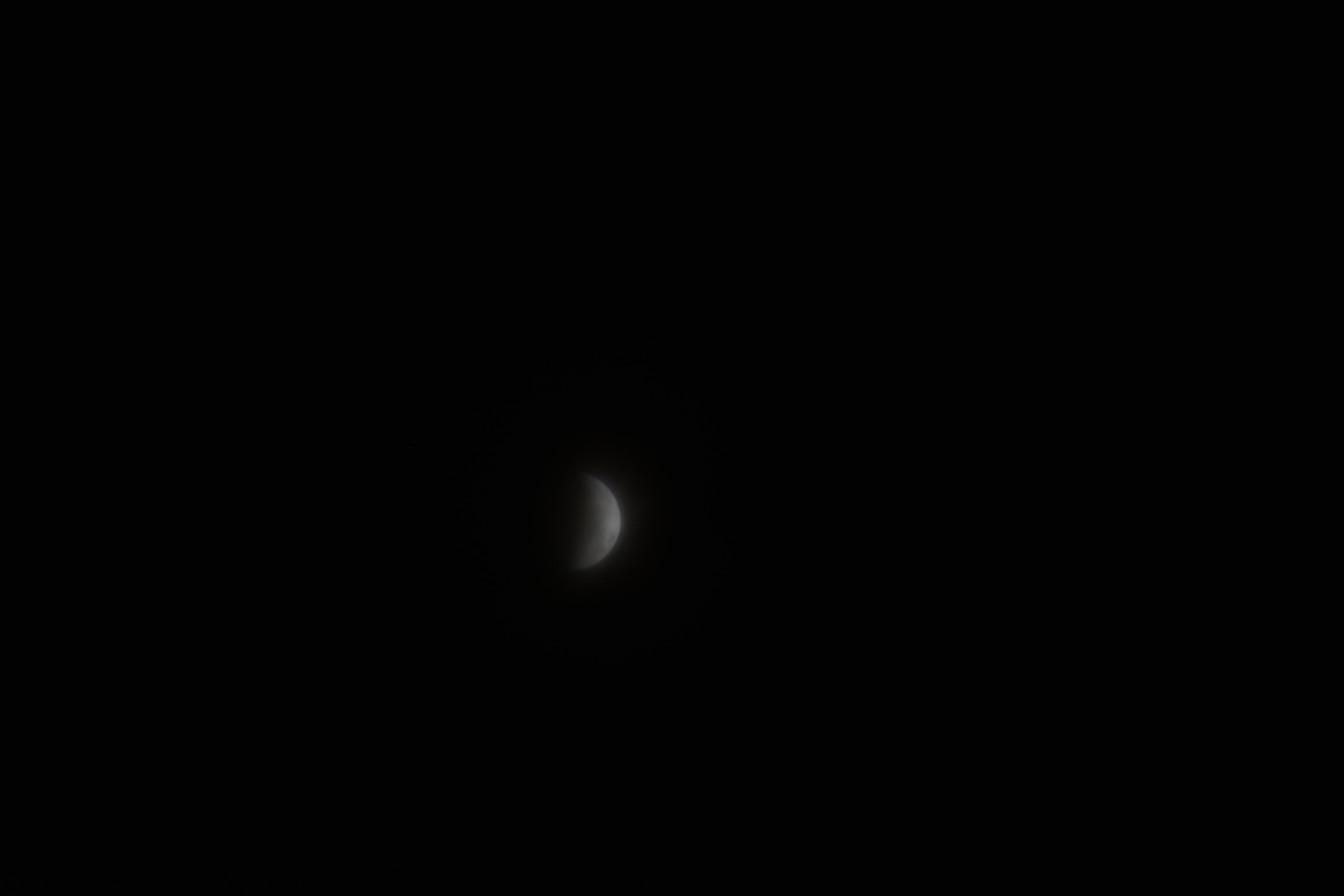
墨西哥墨西哥城，10:59 UTC
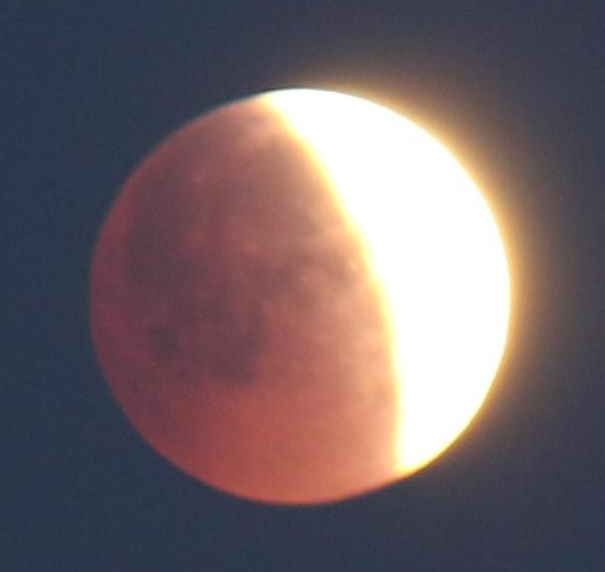
美國明尼阿波利斯，11:09 UTC
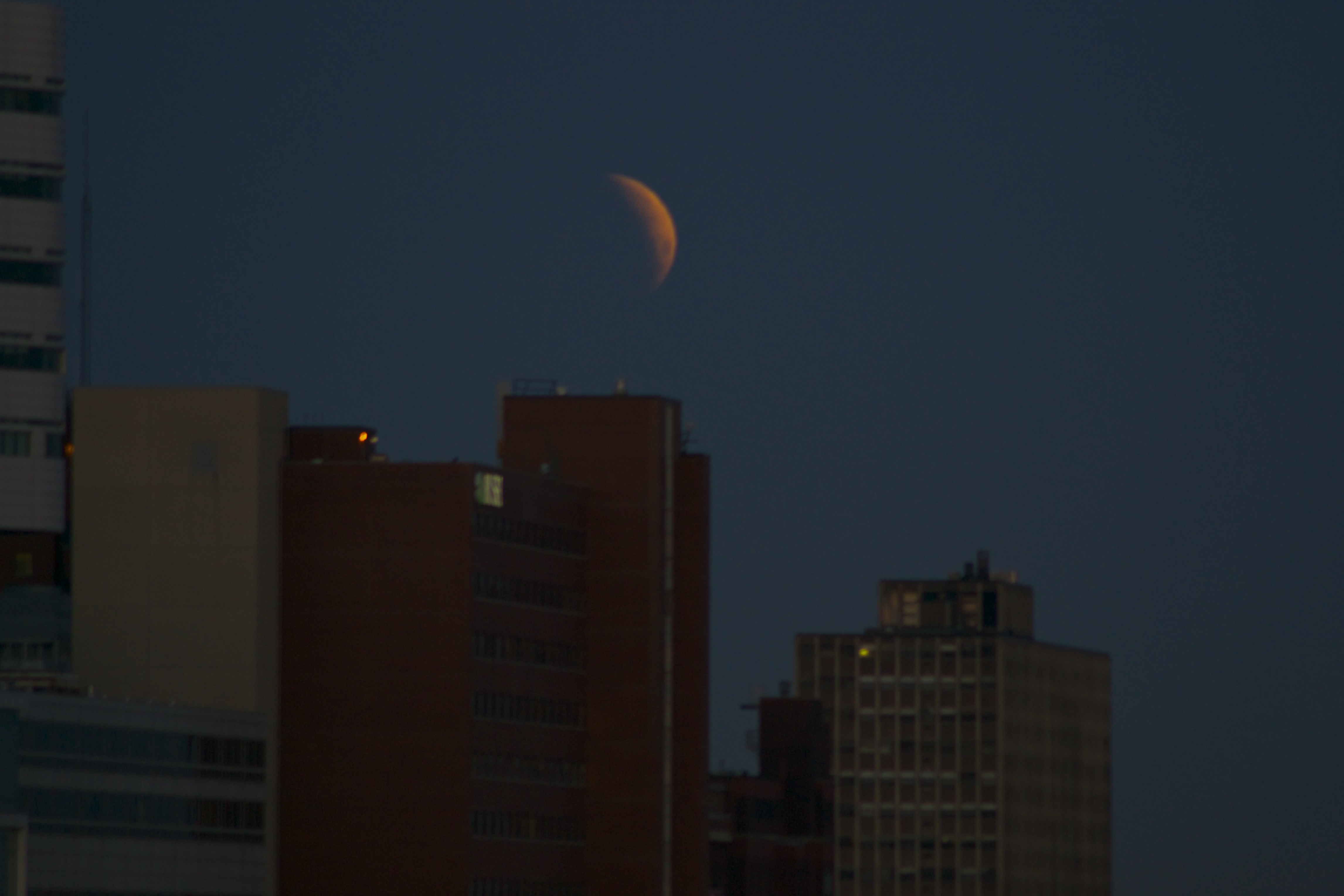
美國芝加哥，11:36 UTC
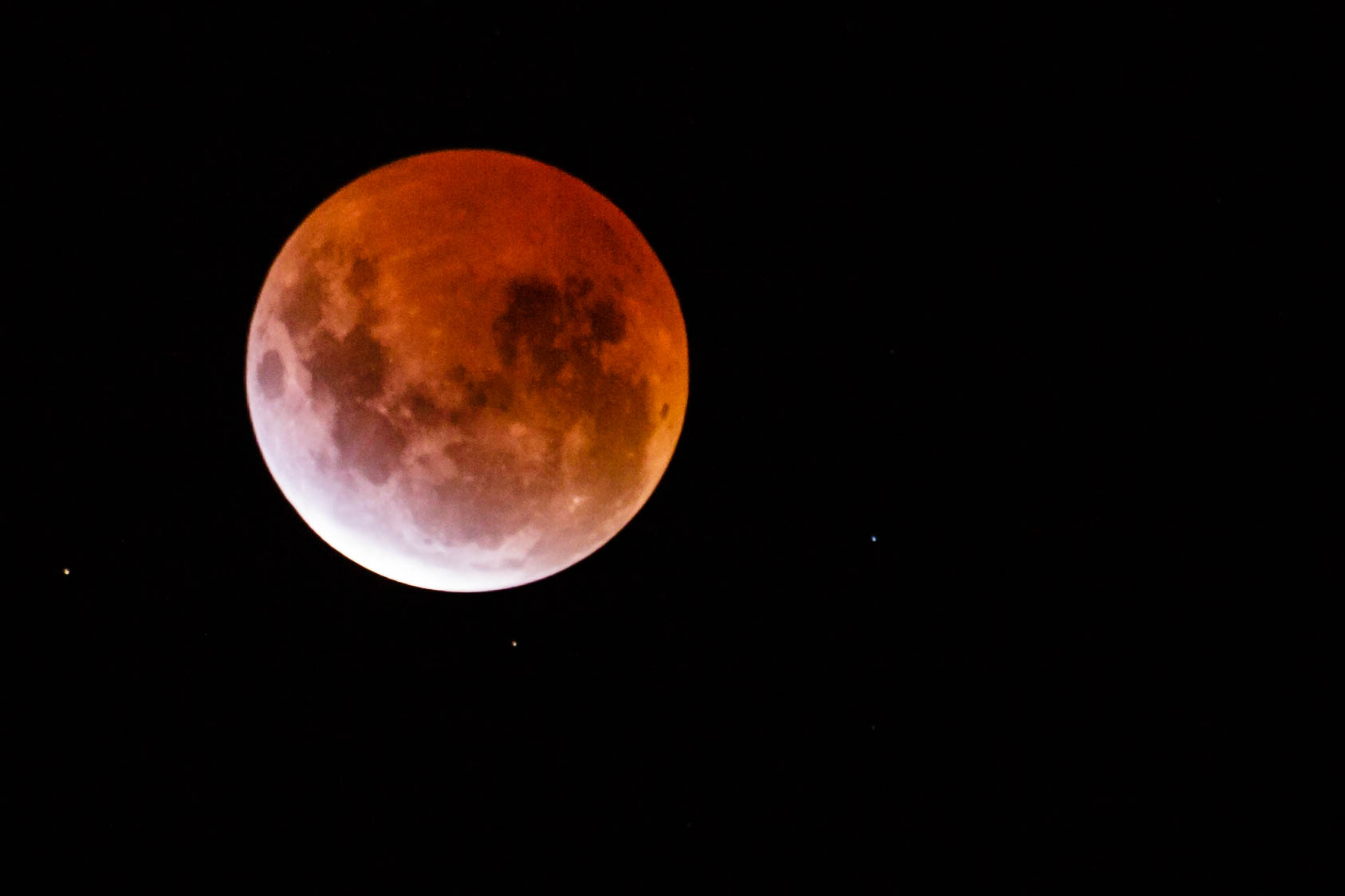
澳洲墨爾本，11:46 UTC
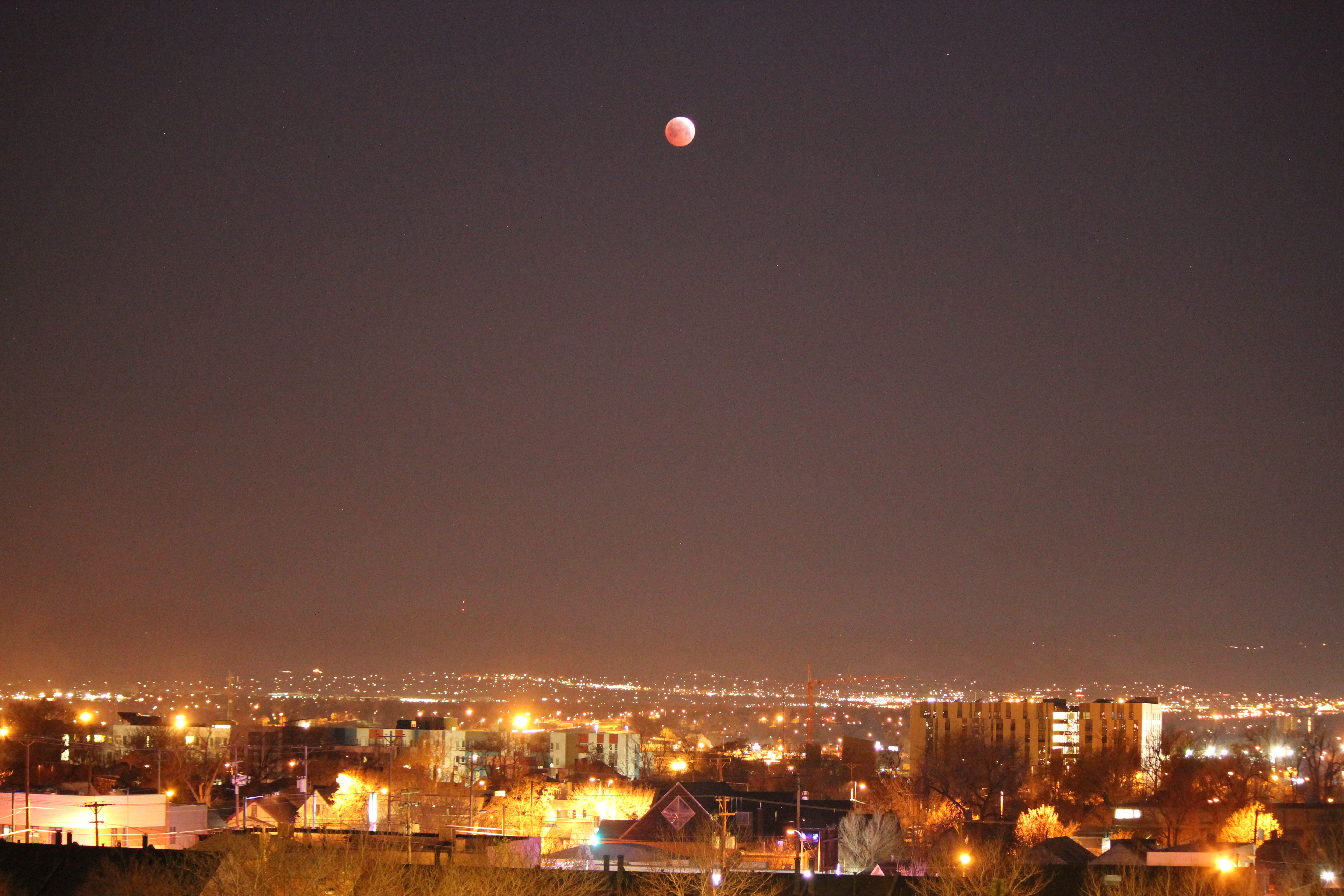
美國丹佛，11:50 UTC
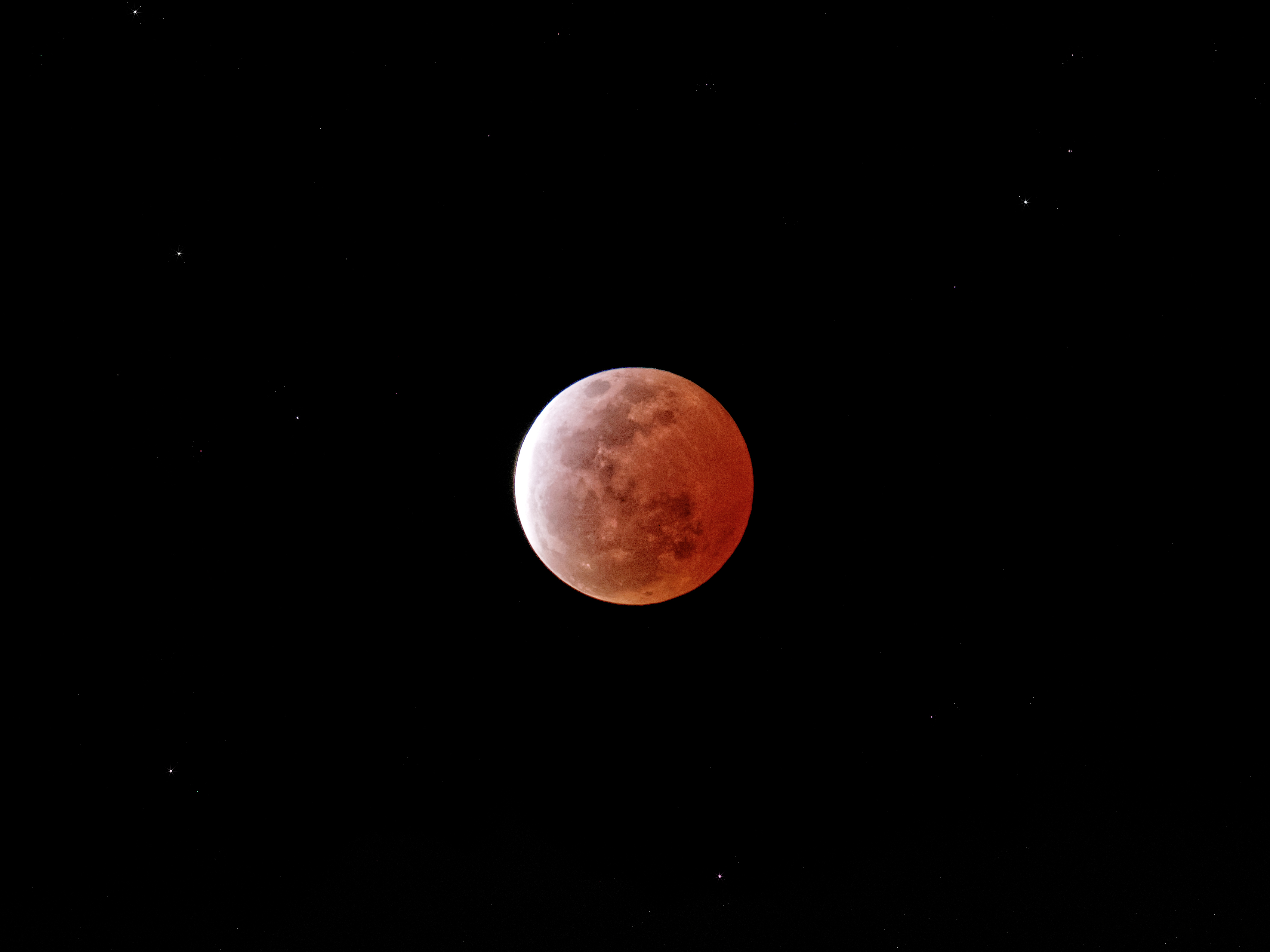
香港大美督，12:01 UTC
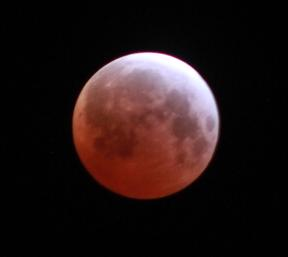
美國聖塔克拉拉縣，12:02 UTC
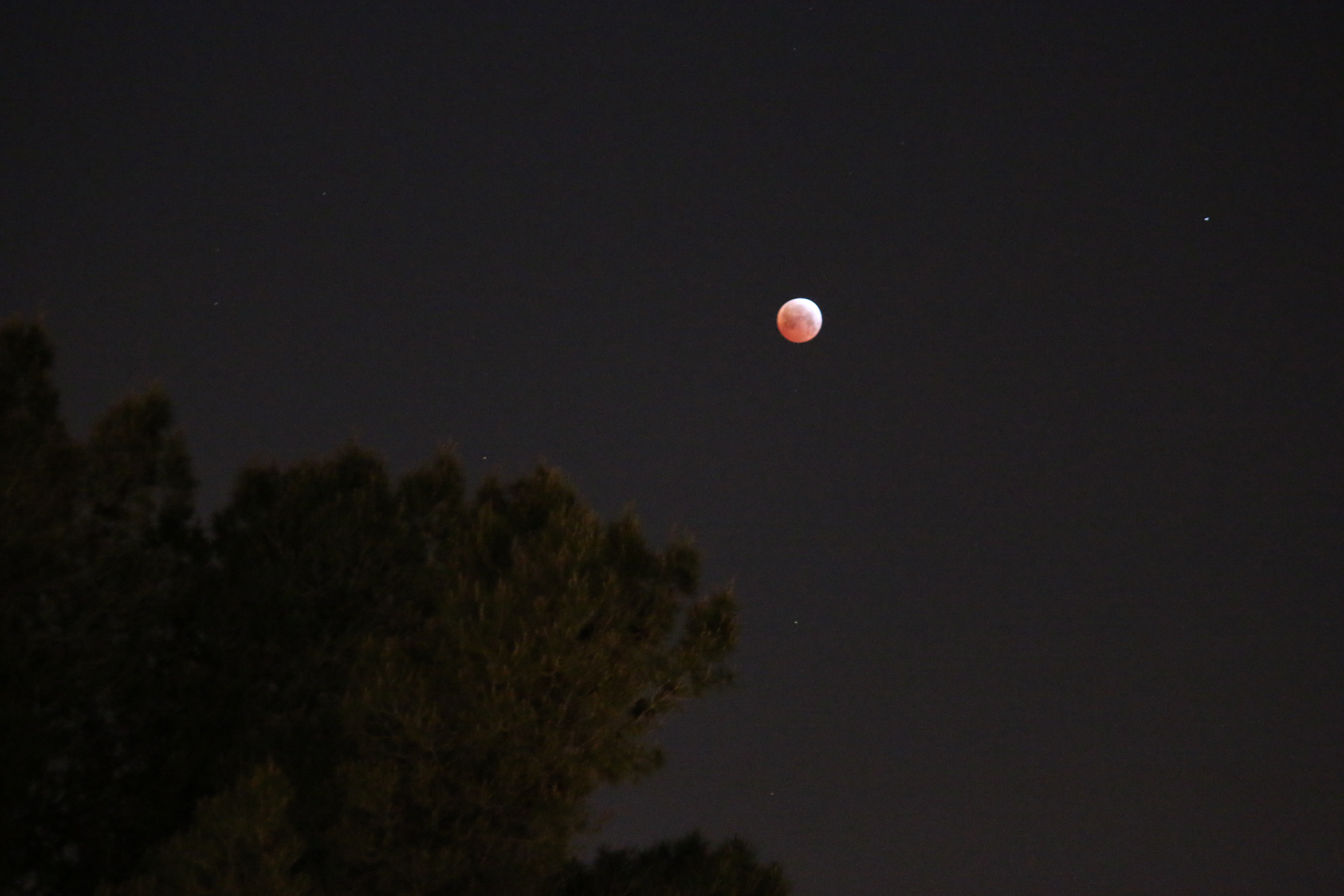
美國拉斯維加斯，12:03 UTC
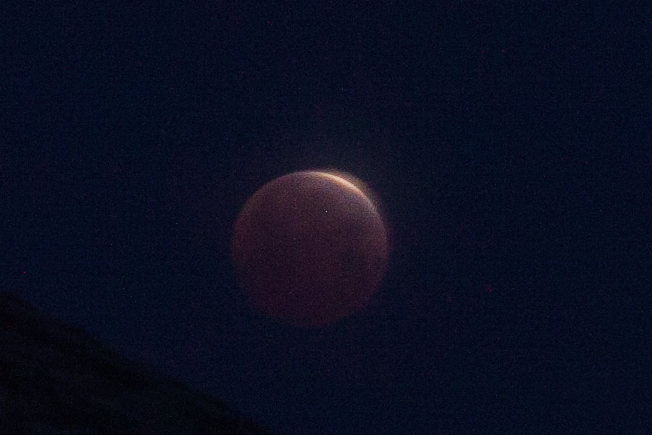
美國里約蘭町（英语：Rio Rancho, New Mexico），12:13 UTC
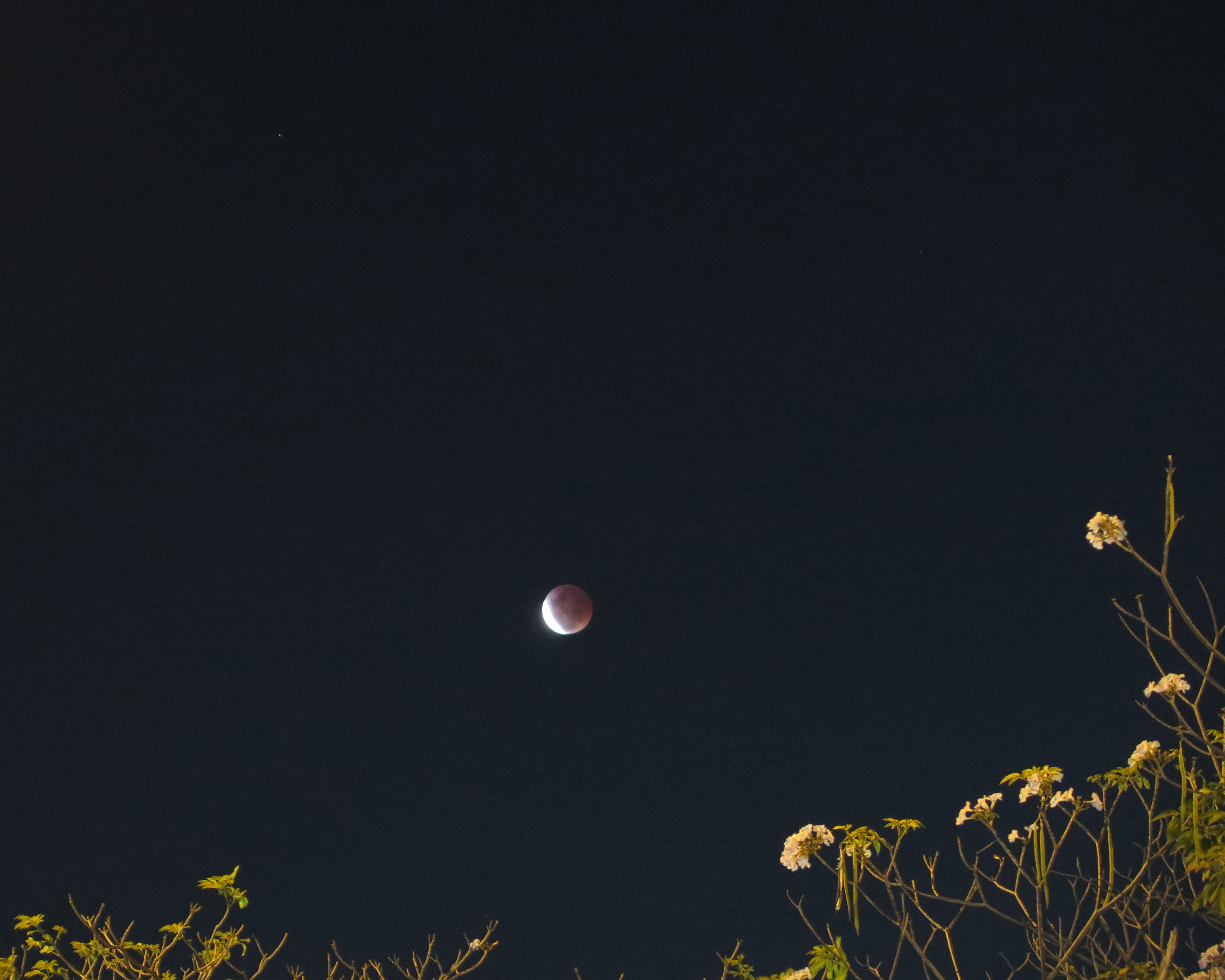
泰國曼谷，12:37 UTC
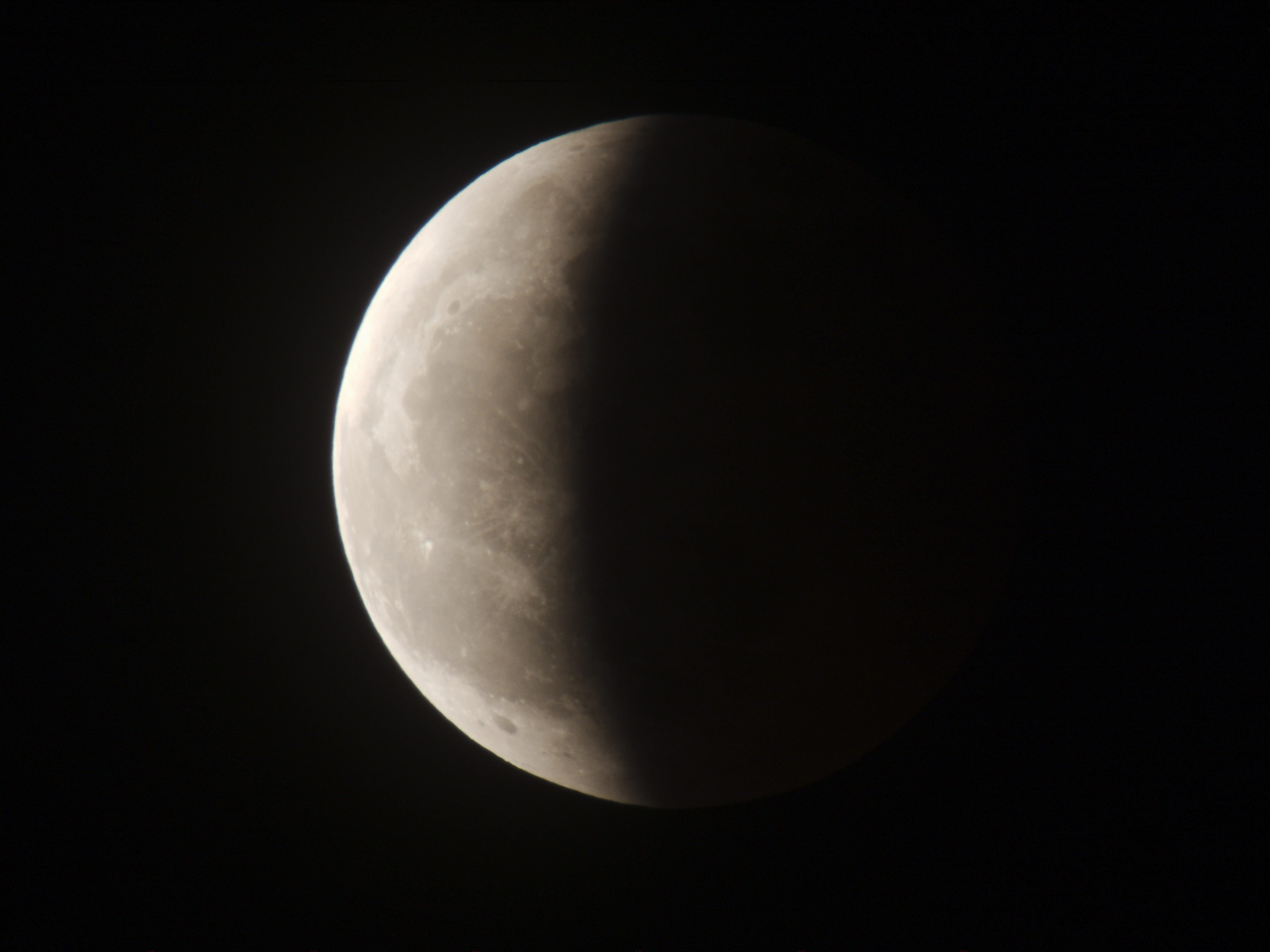
日本弘前市，12:56 UTC
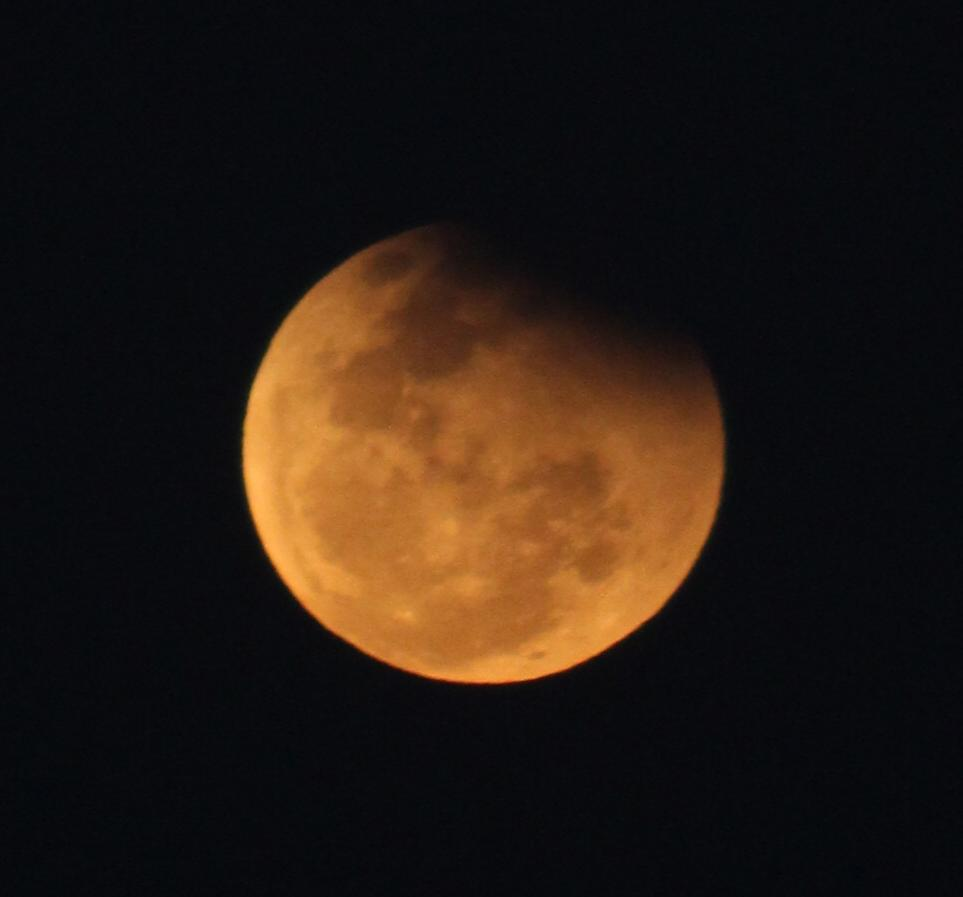
印度浦那，13:38 UTC

## 相關的食

### 半沙羅周期
這個月食在9年5.5天之前或之後都會發生一次日食（半沙羅周期）。這次月食與以下兩次沙羅序列 139的日食有關。  
| 2006年3月29日 | 2024年4月8日 |
| ------------- | ------------ |
|               |              |

### 太陰年（354天）
這次的月食是在月球軌道升交點只有4次月食的短序列中的一次。
太陰年的序列是相隔12個太陰月或354天（比實際的一年退移約10天）。由於這種日期的移動，地球的影子將會較前面那一年西移約11度。
| 2013–2016的月食系列 | 2013–2016的月食系列 | 2013–2016的月食系列 | 2013–2016的月食系列 | 2013–2016的月食系列 | 2013–2016的月食系列 | 2013–2016的月食系列 |
| ------------------- | ------------------- | ------------------- | ------------------- | ------------------- | ------------------- | ------------------- |
| 升交點              | 升交點              | 升交點              |                     | 降交點              | 降交點              | 降交點              |
| 沙羅                | 觀測 日期           | 種類                | 沙羅                | 觀測 日期           | 種類                |                     |
| 112                 | 2013年4月25日       | 月偏食              | 117                 | 2013年10月18日      | 半影月食            |                     |
| 122                 | 2014年4月15日       | 月全食              | 127                 | 2014年10月8日       | 月全食              |                     |
| 132                 | 2015年4月4日        | 月全食              | 137                 | 2015年9月28日       | 月全食              |                     |
| 142                 | 2016年3月23日       | 半影月食            | 147                 | 2016年9月16日       | 半影月食            |                     |
|                     |                     |                     |                     |                     |                     |                     |
| 上一序列            | 2013年5月25日       | 2013年5月25日       | 上一序列            | 2012年11月28日      | 2012年11月28日      |                     |
|                     |                     |                     |                     |                     |                     |                     |
| 下一序列            | 2017年2月11日       | 2017年2月11日       | 下一序列            | 2016年8月18日       | 2016年8月18日       |                     |

### 沙羅序列
這次的食是每18年又11天重複出現的沙羅週期第132序列。 
在132序列的71次月食中有12次月全食。
| 最大的食                                        | 第一次        | 第一次        | 第一次         | 第一次        |
| ----------------------------------------------- | ------------- | ------------- | -------------- | ------------- |
| 序列中最大的時發生在2123年6月9日，至少有106分鐘 | 半影月食      | 月偏食        | 月全食         | 中心食        |
| 序列中最大的時發生在2123年6月9日，至少有106分鐘 | 1492年5月12日 | 1636年8月16日 | 2015年4月4日   | 2069年5月6日  |
| 序列中最大的時發生在2123年6月9日，至少有106分鐘 | 最後一次      |               |                |               |
| 序列中最大的時發生在2123年6月9日，至少有106分鐘 | 中心食        | 月全食        | 月偏食         | 半影月食      |
| 序列中最大的時發生在2123年6月9日，至少有106分鐘 | 2177年7月11日 | 2213年8月2日  | 2429年12月11日 | 2754年6月26日 |

| 1907年1月29日 | 1907年1月29日 | 1925年2月8日  | 1925年2月8日  | 1943年2月20日 | 1943年2月20日 |
|               |               |               |               |               |               |
|               |               |               |               |               |               |
| 1961年3月2日  | 1961年3月2日  | 1979年3月13日 | 1979年3月13日 | 1997年3月24日 | 1997年3月24日 |
|               |               |               |               |               |               |
|               |               |               |               |               |               |
| 2015年4月4日  | 2015年4月4日  | 2033年4月14日 | 2033年4月14日 | 2051年4月26日 | 2051年4月26日 |
|               |               |               |               |               |               |
|               |               |               |               |               |               |
| 2069年5月6日  | 2069年5月6日  | 2087年5月17日 | 2087年5月17日 |               |               |
|               |               |               |               |               |               |

## 参看
- 21世紀月食列表
- 月食列表